# István Turu
István Turu (* 25. September 1962 in Törökbálint; † 15. Februar 2021) war ein ungarischer Boxer.

## Biografie
István Turu boxte von 1975 bis 1978 für Törökszentmiklós Vasas. Danach war er für den Budapesti Építők SC (1979–1983), Honvéd Budapest (1984–1985) und für Vasas Budapest (1986–1991) aktiv. Trainiert wurde er von György Akkermann. Zwischen 1983 und 1990 wurde er dreimal Ungarischer Meister (1983, 1986, 1988).
Zwischen 1982 und 1988 gehörte er der ungarischen Nationalmannschaft an und belegte bei den Europameisterschaften 1985 in Warna den fünften Platz. Bei den Olympischen Sommerspielen 1988 in Seoul konnte er im Leichtgewichtsturnier das Achtelfinale erreichen.
Nach seiner aktiven Zeit war Turu in den 2000er Jahren als Trainer für die Nationalmannschaft Ungarns tätig.
Im Februar 2021 starb der Boxer im Alter von 58 Jahren während der COVID-19-Pandemie an den Folgen einer SARS-CoV-2-Infektion.